# フランツィシェク・ムウォコシェヴィチ

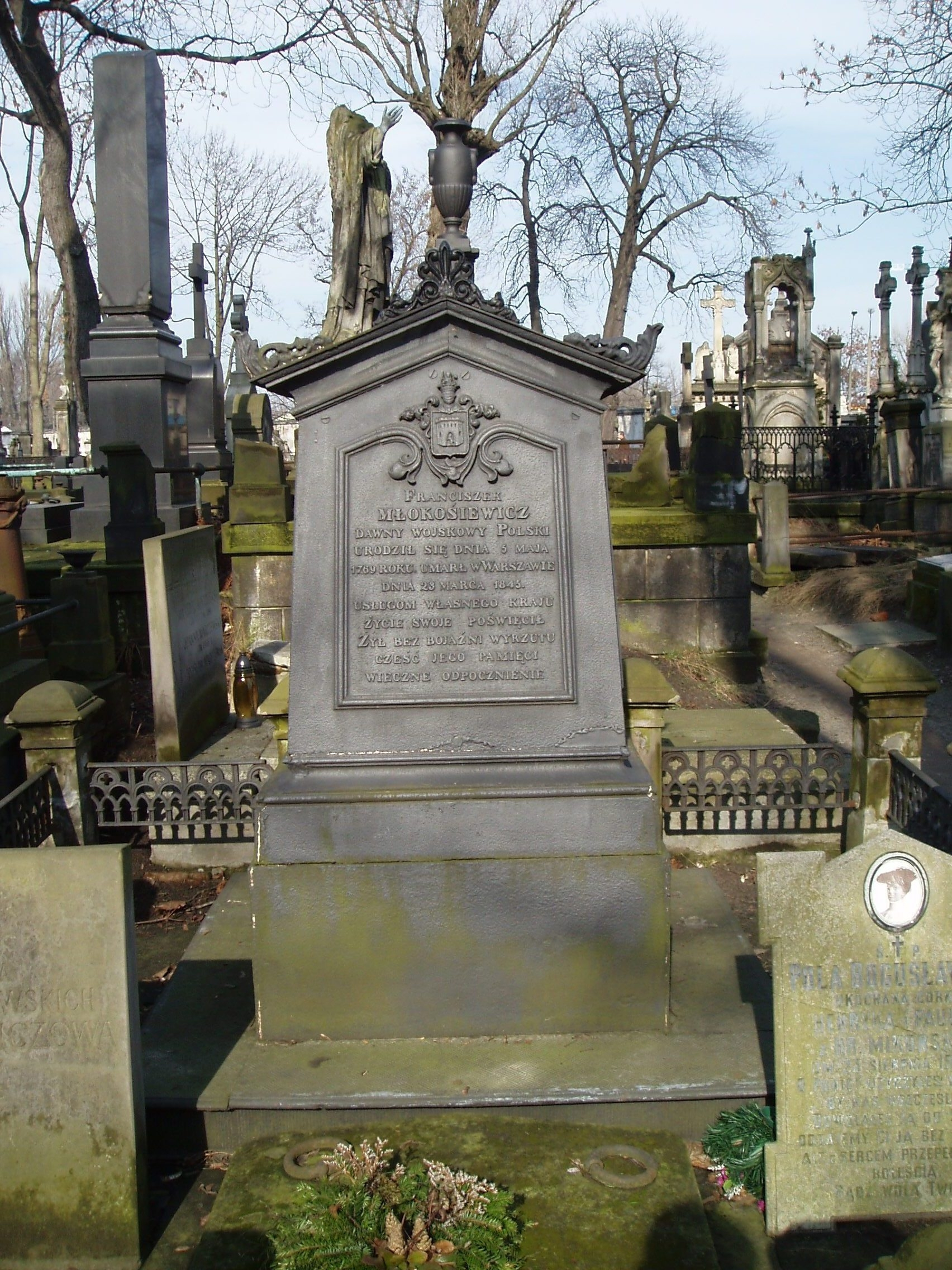
フランツィシェク・ムウォコシェヴィチの墓

フランツィシェク・ムウォコシェヴィチ (ポーランド語: Franciszek Młokosiewicz 、1769年5月5日コジミネク – 1845年3月23日ワルシャワ) は、ナポレオン戦争および11月蜂起で活躍したポーランド人の軍人。半島戦争中のフエンヒローラの戦いで、ワルシャワ公国軍を率い奇跡的勝利を挙げたことで知られる。

## 軍歴
フエンヒローラの戦いの重要性は、同時代のフランス人やイギリス人の回想録では軽視されている。第11台ブレイニー男爵アンドリュー・ブレイニーは、回想録の中で自分はポーランド人ではなくユナイテッド・アイリッシュメンによって捕虜になったのだと主張している。しかし、フエンヒローラで降伏した際に接収された彼のサーベルが、現在ポーランド・クラクフのチャルトリスキ美術館に展示されている。
退役後、ムウォコシェヴィチはシドウォヴィエツに近いオミェンツィンにある妻の荘園で暮らした。この時点での最終階級は少佐だったが、地元の人々は彼を「将軍」と呼んだ。
1830年の11月蜂起の際には、ムウォコシェヴィチはポーランド軍に参加した。当時のポーランド軍は経験ある佐官が不足していたため、既に61歳で健康も害していたにもかかわらず、ムウォコシェヴィチは大佐に昇進した。
ムウォコシェヴィチは蜂起の最後のワルシャワの戦いまで戦い続けた。彼の部隊はヴォラ地区で最初の敵襲を撃退したが、翌日に敗れ、ワルシャワはロシア帝国軍の手に落ちた。
1842年、ムウォコシェヴィチはフエンヒローラの戦いと半島戦争の記録を出版した。その内容には、ブレイニーの回想録との間で数々の矛盾がみられる。
1845年、ムウォコシェヴィチは死去し、ワルシャワのポヴォンツキ墓地に埋葬された。

## 家族
ムウォコシェヴィチはアンナ・ヤニコフスカと結婚し、3人の子が生まれた。男子はコンスタンティとルドヴィクの2人で、ルドヴィク・ムウォコシェヴィチはコーカサス山脈の探検家・植物学者となった。娘のヘレナ・ミコルスカはミコルスキ伯爵と結婚し、1901年に死去した。彼女はフレデリック・ショパンがMazurka in G majorを贈った相手として知られている。